# Symphyogyna
Symphyogyna là một chi rêu trong họ Pallaviciniaceae.